# Gmina Kidričevo
Kidričevo (dawniej Strnišče) – gmina we wschodniej Słowenii. W 2010 roku liczyła 6500 mieszkańców.

## Miejscowości
Miejscowości wchodzące w skład gminy Kidričevo:

- Apače
- Cirkovce
- Dragonja vas
- Kidričevo – siedziba gminy
- Kungota pri Ptuju
- Lovrenc na Dravskem polju
- Mihovce
- Njiverce
- Pleterje
- Pongrce
- Spodnje Jablane
- Spodnji Gaj pri Pragerskem
- Starošince
- Stražgonjca
- Strnišče
- Šikole
- Zgornje Jablane
- Župečja vas